# Access 303
L'Access 303 è una barca a vela da regata, la cui classe è riconosciuta dalla International Sailing Federation .